# 란트크바르트-투지스선
란트크바르트–투지스 철도 노선은 스위스 란트크바르트에서 쿠어를 거쳐 투지스까지 운행하는 미터궤 철도 노선이다. 래티셰 철도 핵심 네트워크의 일부이며, 란트크바르트-다보스 플라츠선과 알불라 철도 사이를 연결한다. 란트크바르트와 쿠어 사이에서 이 노선은 스위스 연방 철도(SBB)의 표준궤인 쿠어-로르샤흐 철도와 대체로 평행하게 운행된다. 쿠어에서 투시스까지의 노선은 1896년에 개통되었다.

## 개요
란트크바르트역은 역사적으로 란트크바르트-다보스 철도의 일부인 래티셰 철도의 출발점이며, 운영상 주요 작업장 및 네트워크의 위치이다. 모든 핵심 네트워크 라인의 거리(체인지) 측정은 킬로미터 0이다.
SBB의 여객 교통이 쿠어에서 끝나는 동안 아로사 철도와 연결되어 운터파츠의 이중궤(3-레일) 구간과 이중궤 구간(22.5톤 차축)을 사용하는 표준궤 화물 운영 링크가 있다. 엠스-케미 공장 구내 및 마이어-멜른호프 스위스 목재 AG의 대형 제재소를 위해 쿠어에서 도마트/엠스로 가는 표준궤 화물 운송을 위한 이중궤 구간(22.5톤 차축 하중). 모든 철도 인프라는 도마트/엠스의 미터궤이다. 디젠티스/무쉬테 행 라인은 라이헤나우-타민스에서 분기된다. 이것은 MGB의 트렁크 라인과 연결되며, 이 라인은 쿠어와 체르마트 사이에서 실행되는 빙하특급 서비스에 의해 제공된다.
이 노선은 란트크바르트에서 장크트모리츠까지 연결을 계속하고, 엥가딘 노선의 두 지점에 있는 베버에서 스쿠올-타라스프 및 폰트레시나까지 계속되는 알불라 철도와 투지스에서 직접 연결된다.
티리미스역의 서비스는 2006년 12월 10일 시간표 변경으로 중단되었다. 결과적으로 운터파츠역은 운터파츠-티리미스로 이름이 변경되었으며, 이는 티리미스 자치제의 불균등한 발전을 반영한다.